# Kerophora
Kerophora is een geslacht van insecten uit de familie van de Bochelvliegen (Phoridae), die tot de orde tweevleugeligen (Diptera) behoort.

## Soorten
- K. brunnea Brown, 1988
- K. ferruginea Brown, 1988
- K. sicula Brown, 1988